# Síntesis de quinolinas de Doebner

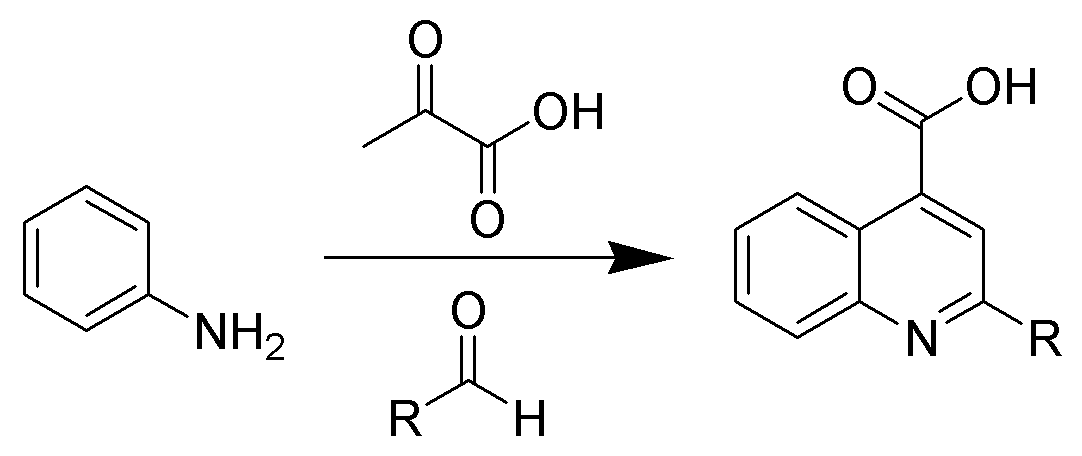
Síntesis de quinolinas de Doebner.

La Síntesis de Quinolinas de Doebner es un método de síntesis orgánica que se utiliza para obtener un ácido 4-quinolincarboxílico a partir de una anilina, un aldehído y ácido pirúvico

## Mecanismo
Aún falta concluir algunos detalles del mecanismo, sin embargo actualmente existen dos propuestas. La primera es una condensación aldólica entre el enolato del piruvato (1) y el aldehído, formando así un ácido α-cetocarboxílico β,γ-insaturado (2). La segunda reacción es una adición de Michael con anilina para formar el aducto (3). Después de la ciclización en el anillo de benceno y dos intercambios protónicos, el ácido 4-quinolincarboxílico (4) se forma por deshidratación:
Un mecanismo alternativo se basa en la formación de una base de Schiff entre la anilina y el aldehído con eliminación de agua. La reacción subsecuente con el enolato del ácido pirúvico(1) lleva a la formación del derivado de la anilina (3):